# Nationalparker i Tyskland

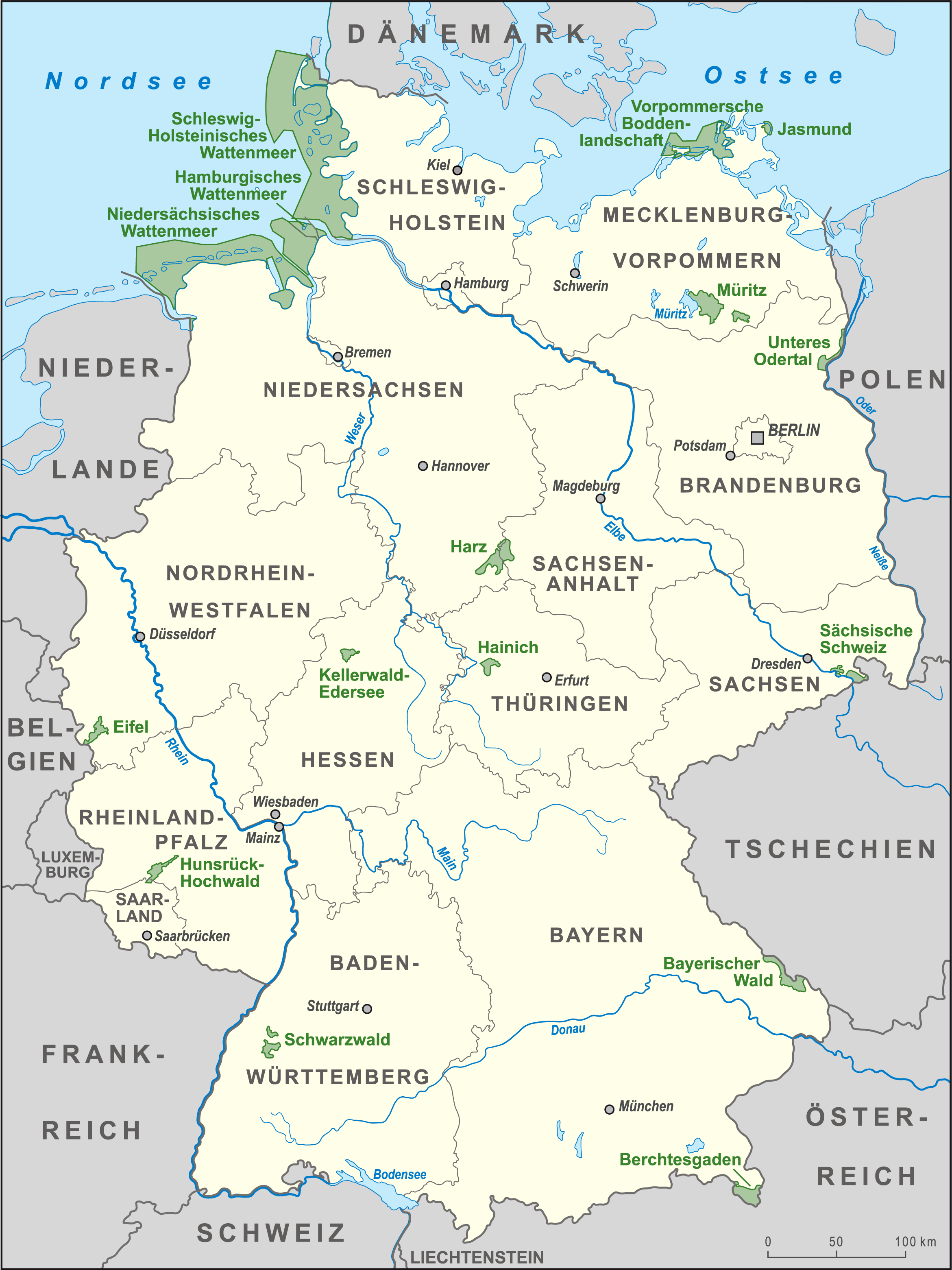
Nationalparkernas läge i Tyskland

I Tyskland inrättades fram till slutet av 2023 sexton nationalparker. De täcker inklusive havsytor 1 050 442 hektar. Endast på land ligger 208 238 hektar vad som motsvarar ungefär 0,6 procent av hela Tysklands yta.
Ansvarig för inrättningen av nya nationalparker är Förbundsländerna. De ska hålla samråd med ministeriet för miljö, naturskydd, byggväsen och reaktorsäkerhet samt med ministeriet för trafik. Utöver nationalparkerna förekommer i Tyskland lite över 8900 naturskyddsområden. De täcker en landyta av 1 438 635 hektar eller 4 procent av Tysklands yta.
Följande nationalparker ligger i Tyskland.
| Namn                                | Inrättad (år)        | Yta i hektar                     | Typisk landskap                                                                | Bild |
| ----------------------------------- | -------------------- | -------------------------------- | ------------------------------------------------------------------------------ | ---- |
| Bayerischer Wald                    | 1970                 | 24 980                           | blandskog med bok och tall, skog med gran på bergstoppar, myr, stenfält        |      |
| Berchtesgaden                       | 1978                 | 20 804                           | buskskog med bergtall, klippor, bergsängar, klara insjöar                      |      |
| Schleswig-Holsteinisches Wattenmeer | 1985                 | 441 500 inklusive 99,5 % havsyta | vadehavet, saltängar, sanddyner, vallar                                        |      |
| Niedersächsisches Wattenmeer        | 1986                 | 345 000 inklusive 94 % havsyta   | vadehavet, saltängar, Ostfrisiska öarna                                        |      |
| Hamburgisches Wattenmeer            | 1990                 | 13 750 inklusive 97,5 % havsyta  | vadehavet, Elbeflodens mynning, tidvatten                                      |      |
| Jasmund                             | 1990                 | 3 070 inklusive 20 % havsytor    | bokskog, kalkstensklippor, myr                                                 |      |
| Harz                                | 1990 (1994 utökning) | 24 732                           | granskog på bergstoppar, bokskog, bergsängar, myr, djupa dalgångar med klippor |      |
| Sächsische Schweiz                  | 1990                 | 9 350                            | sandstenklippor, torra blandskogar                                             |      |
| Müritz                              | 1990                 | 32 200                           | tallskogar, bokskogar, skog med björk och al vid vattnet, insjöar, bladvass    |      |
| Vorpommersche Boddenlandschaft      | 1990                 | 78 600 inklusive 83 % havsyta    | bodden, vallar, tallskog, bokskog                                              |      |
| Unteres Odertal                     | 1995                 | 10 323                           | flodslätt, korvsjöar, bladvass, stäppliknande ängar                            |      |
| Hainich                             | 1997                 | 7 513                            | blandad lövskog, bokskog, ekologisk succession                                 |      |
| Eifel                               | 2004                 | 10 770                           | bokskog, magasinet Urft, vargrevir                                             |      |
| Kellerwald-Edersee                  | 2004                 | 7 688                            | bokskog, torr ekskog, branta släntar                                           |      |
| Schwarzwald                         | 2004                 | 10 062                           | blandskog med tall, gran och bok, hed på bergstoppar                           |      |
| Hunsrück-Hochwald                   | 2015                 | 10 230                           | skog med tall, gran och bok, stenblockfält, lutande myr                        |      |